# Piper Perabo
Piper Perabo, född 31 oktober 1976 i Dallas i Texas, är en amerikansk skådespelare som fick sitt stora genombrott i filmen Coyote Ugly.
Perabo föddes i Dallas i Texas men växte upp i Toms River i New Jersey.
Perabo är sedan den 26 juli 2014 gift med regissören Stephen Kay.

## Filmografi i urval
- 2000 – Coyote Ugly
- 2001 – Lost and Delirious
- 2002 – Slap Her... She's French
- 2003 – The I Inside
- 2003 – Fullt hus
- 2005 – Imagine Me & You
- 2005 – The Cave
- 2005 – Fullt hus igen
- 2005 – Edison
- 2006 – The Prestige
- 2007 – Tre systrar & en mamma
- 2008 – Chihuahuan från Beverly Hills
- 2008 – The Lazarus Project
- 2009 – Carriers
- 2009 – Ashes
- 2009 – Sordid Things
- 2010–2014 – Covert Affairs (TV-serie)
- 2012 – Looper
- 2016 – Notorious (TV-serie)
- 2017 – Black Butterfly
- 2019 – Angel Has Fallen
- 2020 – Spontaneous
- 2021 – The Big Leap (TV-serie)
- 2021 – Yellowstone, säsong 4 (TV-serie)